# Camp des Rochères et de la Poterie
Le camp des Rochères et de la Poterie est un Camp d'internement français, ouvert en août 1939, dans des prairies proches du Château des Rochères, sur le territoire de la commune de Meslay-du-Maine (Mayenne). Zone complètement inadaptée, il est remplacé par le camp de La Poterie, ouvert en octobre 1939, dans la ferme éponyme, sur le territoire de la commune de La Cropte (Mayenne), à trois kilomètres de Meslay-du-Maine.
Entre 1939 et 1940, il a connu l'internement d'environ 2 000 Allemands, Sarrois et Autrichiens. Il s’agit d’intellectuels, d’artistes, d’hommes d’affaires, de juifs, de résistants aux régime nazi (surtout des hommes), provenant de la région parisienne, arrêtés en raison de leur nationalité.
Contrairement au Camp des Milles, il est évacué à l'arrivée des troupes allemandes en juin 1940 et est ré-utilisé dès septembre 1940 par les Allemands pour y accueillir des prisonniers français.
Il ne reste quasiment plus aucun vestige de ce camp.

## Juillet 1939 à juin 1940: un camp d’internement pour sujets dit «ennemis»
L’histoire du camp débute sous la IIIe République, au début de la Seconde Guerre mondiale, lorsque le gouvernement français radical-socialiste d'Édouard Daladier décrète l'internement des ressortissants du Reich. Le ministre de l'Intérieur, Albert Sarraut, n'a aucun égard pour les authentiques antifascistes qu'ils sont pour la plupart, ayant fui, vers la France, dès avant 1936, la politique antisémite et anti-intellectuels des nazis. Considérés paradoxalement et tragiquement comme des « sujets ennemis », les internés sont victimes d’un mélange de xénophobie, d’absurdité et de désordre administratifs ambiants.
En septembre 1939, avec le déclenchement de la Seconde Guerre mondiale, l’internement des hommes allemands et autrichiens a commencé en France, qu’ils soient partisans nazis ou antifascistes déclarés.

## Emplacement en Mayenne
Les préparatifs d’un camp d’internement étaient en cours depuis le début de l’année 1938. L'emplacement du camp est arrêté en avril 1939. Il comprend le château. Le 12 avril 1939 est promulgué le décret sur la création des CTE, Compagnies de travailleurs étrangers. La 4e région militaire est choisie pour y concentrer les étrangers installés en région parisienne.
Le maire de Meslay-du-Maine reçoit l’ordre de préempter le site le 28 août 1939. Il pose alors d'emblée question[Laquelle ?]. Le terrain agricole de 5 hectares était jugé impraticable en hiver pour les bestiaux... Un premier détachement de soldats du Bataillon de garde des étrangers s'installe dès le 2 septembre 1939.
Les 18 et 19 septembre 1939, 1 949 Allemands et Autrichiens arrivent à Meslay-du-Maine, en provenance de la région parisienne, après un passage par le Stade olympique Yves-du-Manoir, centre de rassemblement de Colombes. Le camp constitue alors l'une des principales destinations pour les internés de la région parisienne. En février 1940, le camp de Meslay du Maine devint camp de prestataires.

### Conditions
Ils sont premièrement installés sur un terrain proche du Château des Rochères. Ils trouvèrent une zone entourée seulement de barbelés. Ils durent dormir dans la prairie, sans aucune protection au début ; ce n’est que pour les malades qu’il y avait une tente décente disponible.
Il s'agit d'une zone et d'un hébergement complètement inadaptés.
À la mi-octobre 1939, après une tempête, les conditions étaient devenues si intenables que le camp a dû être déplacé ailleurs. Des travaux d'aménagement sont effectués à La Poterie, pour y ériger des baraquements. Au lieu de tentes comme auparavant, les internés sont désormais logés dans des baraquements. Les conditions de vie y demeurèrent néanmoins des plus précaires. Un camp annexe est installé à Longuefuye : il était à l'origine un site de stockage d'alcool.
Denis Peschanski donne un aperçu précis des nationalités des internées à Meslay :
- Allemands = 349
- Autrichiens = 1 311
- Sarres = 200
- Réfugiés allemands = 89
- Total = 1 949

Ils étaient regroupés dans le camp de cinq compagnies, chacune ayant un commandant de compagnie étranger et un chef de groupe.
- 1re compagnie = 349 Allemands
- 2e compagnie = 461 Autrichiens
- 3e compagnie = 200 Sarres et 89 réfugiés allemands (divisée en deux unités distinctes)
- 4e Compagnie = 428 Autrichiens
- 5e compagnie = 422 Autrichiens.

Le nombre de détenus du camp a diminué en novembre 1939, à 1 530, avec lesquels, selon Albert Dubuc, « on pouvait tout faire sauf la construction d’un camp. » Il a estimé la proportion des travailleurs à 50 personnes et a compté de nombreuses personnes ayant des professions artistiques ou scientifiques dans ses mémoires.

### Responsables du camp
Le camp était placé sous le contrôle du 49e bataillon de garde des étrangers au Camp no 4 de Meslay.
Les responsables du camp sont :
- Albert-Mary Dubuc, directeur[note 1] ;
- Augustin Chartier, sergent-chef[note 2], chargé de l'intendance alimentaire du camp et de l'évacuation en juin 1940
- Bernard Queinnec, lieutenant, médecin du camp
- Joubert, lieutenant

## Artistes et intellectuels au camp
Une caractéristique essentielle du camp réside dans la diversité de la production artistique réalisée par les internés, malgré les privations et le manque de moyens. Cette production est importante  entre 1939 et 1940. Ce foisonnement s’explique incontestablement par la présence de nombreux artistes et intellectuels, dont certains bénéficient déjà d’une renommée internationale, tandis que d’autres ne seront reconnus qu’après la guerre.
Toutes les disciplines sont concernées : 
- la peinture (avec Paul Strecker et Hans Reichel), la photographie et l'architecture (avec notamment Hans Hartung, l'architecte Erich Kolb, l'artiste Maxim Vechke, les dessinateurs Bil Spira, Franz Reisz (de), Maler Hans Escher et Johnny Friedlaender, le publiciste Norbert Mühlen (de)
- la musique (avec les compositeurs Ralph Erwin et Franz Eugen Klein, l'artiste-peintre et violoniste, Helmut Nimeyer, le chanteur d'opéra Rolf Telasko (en), Egon Neumann (en); Kurt Blaukopf (de), Fred Freed[6]), le compositeur Marcel Rubin,
- le théâtre avec des comédiens comme Leon Askin[7] ou encore l'acteur Karl Farkas (en), ou le cinéma comme Joseph Than, scénariste et producteur,
- les journalistes, écrivains, philosophe, comme Konrad Heiden, Leo Schmidl, Felix Kreissler[8], Peter Loos (Regisseur) (de), Aurel Kolnai (en)[9] et Leo Lania (en), ou des hommes politiques comme Günter Markscheffel (de), Joseph Buttinger (en) ou Franz Marek (de), historien comme Ernst Shwager ou encore Walther Tritsch (de),
- le pédagogue Heinrich Rodenstein (de), ou encore le mathématicien Walter Rudin[10].

À leurs côtés, sont aussi présents des sportifs, provenant du Camp de Vitré, anciens professionnels du  Stade rennais comme Anton Raab.
Parmi ces personnalités, beaucoup s’attachent à poursuivre leur activité, influencés par les circonstances extraordinaires et tragiques qui président à leur internement. Ils donnent libre cours à leur créativité, parfois avec humour ou ironie, pour préserver leur dignité, prendre du recul sur leur condition, tromper l’ennui, entretenir leur moral comme celui de leurs camarades. Des revues sont jouées comme « la réalisation d'une revue en seize tableaux »

## Fin du camp d'internement
Le 13 janvier 1940, un décret entre en vigueur : il entraîne la division des internés à Meslay en deux groupes : les prestataires et les non-prestataires. Les prestataires étaient des hommes qui acceptaient de soutenir l’armée française ou les troupes britanniques combattant en France en tant que travailleurs civils sous tutelle militaire (service sans armes).
Meslay devient un camp de Prestataires à partir de février 1940, avec Albert-Mary Dubuc comme commandant adjoint. Quiconque refusait d'y servir comme prestataire ou de servir dans la Légion étrangère était transféré au camp de Damigny.
Un article du Petit Parisien du 1er avril 1940, signé par Maurice Prax, relate la situation désespérante des prestataires du camp en attente d’affectation.
Progressivement, le camp va se vider. Il y a des transferts vers d'autres camps, des libérations. Certains internés rejoignent aussi la Légion étrangère, comme Hans Hartung, l'armée anglaise, comme Georges Bachrich, ou émigrent aux États-Unis, comme Leon Askin.
En mai 1940, les internés du camp de Forcalquier, annexe du camp des Milles, sont envoyés à Meslay-du-Maine pour y être employés comme main-d'œuvre de guerre. Ainsi, par exemple, Ferdinand Springer et Hans Bellmer sont affectés au camp de Meslay-du-Maine en provenance de Forcalquier.
Le 1er mai 1940, Dubuc devient commandant du camp et dirige son évacuation, qui commence le 17 juin 1940, en raison de l’avancée allemande, à la suite de la bataille de France. Le millier d'internés restant est transféré à Albi (camp Saint Antoine), via Angers et Montpellier.
Certains sont libérés, d’autres sont remis aux autorités allemandes,.

## Mémoire
En 1939, Dubuc réalise un film dont la première partie capte des scènes quotidiennes de Meslay. Dans la deuxième partie, il y a des plans du camp abandonné des Rochères et des scènes du camp de La Poterie. À Meslay, l’association Histoire et Mémoire s’intéresse à la mémoire du camp d’internement et a conçu une exposition à ce sujet en 2020.